# Korporatsioon Vironia

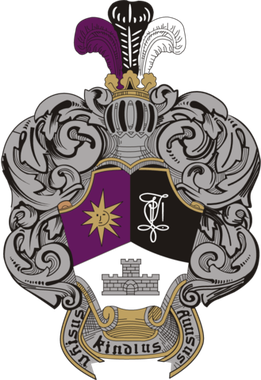
Wappen der Korporation Vironia

Die Korporation Vironia (estnisch: Korporatsioon Vironia; abgekürzt korp! Vironia oder C!V!) ist eine schlagende und farbentragende Studentenverbindung mit Sitz in Tartu und Tallinn. Sie wurde am 9. Dezember (nach dem julianischen Kalender 26. November) 1900 im lettischen Riga gegründet und verlegte nach der Unabhängigkeit Estlands ihren Sitz 1920 nach Tartu. Mit etwa 600 männlichen Mitgliedern ist sie die größte Studentenkorporation in Estland. 

## Geschichte

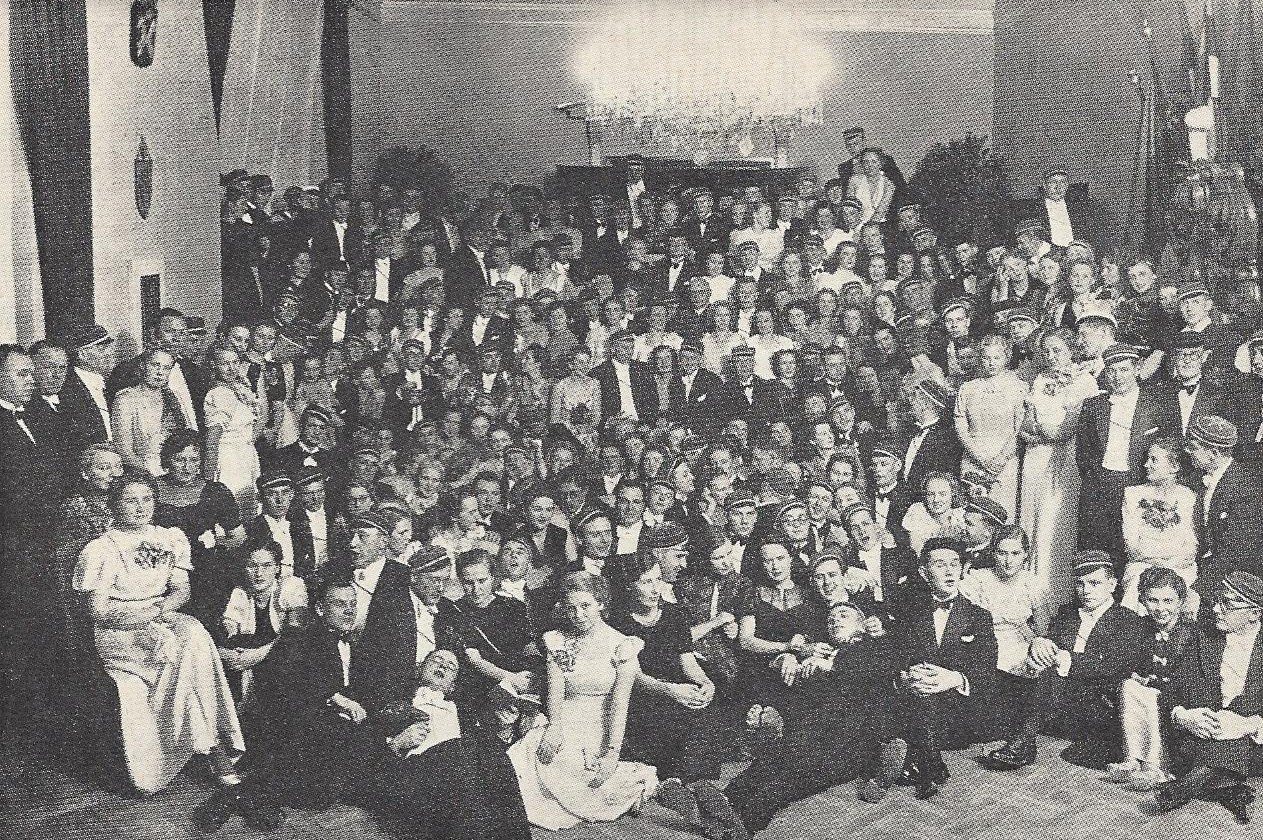
Familienfest der Vironia in Dorpat (1938)

Die Korporation Vironia ist sowohl die älteste estnische Studentenkorporation als auch die älteste Studentenkorporation in Estland. Sie wurde auf Betreiben von Karl Ipsberg und Gustav Nurme im Jahr 1900 am Rigaer Polytechnischen Institut gegründet. Die Korporation Vironia ist nach dem lateinischen Namen für die estnische Region Virumaa (deutsch Wirmland) benannt. Sie übernahm bei ihrer Gründung die Sitten und Bräuche der in Riga bestehenden baltischen Korporationen. 
1915 war die Korporation Vironia Initiatorin und Gründungsmitglied des Korporationsverbandes Eesti Korporatsioonide Liit (EKL). Zusammen mit dem Rigaer Polytechnischen Institut war sie von 1915 bis 1918 nach Moskau evakuiert. Nach dem Estnischen Freiheitskrieg zog die Korporation 1920 nach Tartu um, wo sie ihr heutiges Haus in der Breiten Straße (estnisch Lai tänav) bezog. Seitdem 1936 die bisherige Ingenieurschule in Tallinn den Universitätsstatus erhielt, ist Vironia auch in Tallinn aktiv. 
Während der Zeit in Riga waren die Mitglieder von Vironia vor allem Studenten der Wirtschafts- und der Ingenieurwissenschaften. Im unabhängigen Estland waren ihre Mitglieder in der estnischen Zentralbank dominierend und hatten viele Führungspositionen im Handelsministerium inne.
Nachdem sich im Oktober 1939 die Deutsch-Baltischen Studentenverbindungen wegen der Umsiedlung der Deutschen aus dem Baltikum auflösen mussten, wurde in der EKL die Aufgabe der Mensur diskutiert, wobei sich Vironia auf die Seite der Mensurgegner stellte. Zu einer Entscheidung der Mensurfrage kam es aber aufgrund der Annexion Estlands durch die Sowjetunion im Jahr 1940 nicht mehr.
Nach der Annexion Estlands durch die Sowjetunion wurden alle Studentenorganisationen in Estland verboten. Viele Mitglieder der Vironia wurden in der Folge Opfer der Deportation aus Estland. Von Exilanten wurden acht Exilgruppen der Vironia in Australien, Deutschland, England, Kanada, Schweden, Venezuela und den Vereinigten Staaten gegründet, von denen bis heute aktive Gruppen in Toronto und an der Westküste der USA bestehen. 
Die Aktivitäten der Korporation Vironia in Tallinn und Tartu wurden 1989 wieder aufgenommen.

Conventsquartiere der Vironia
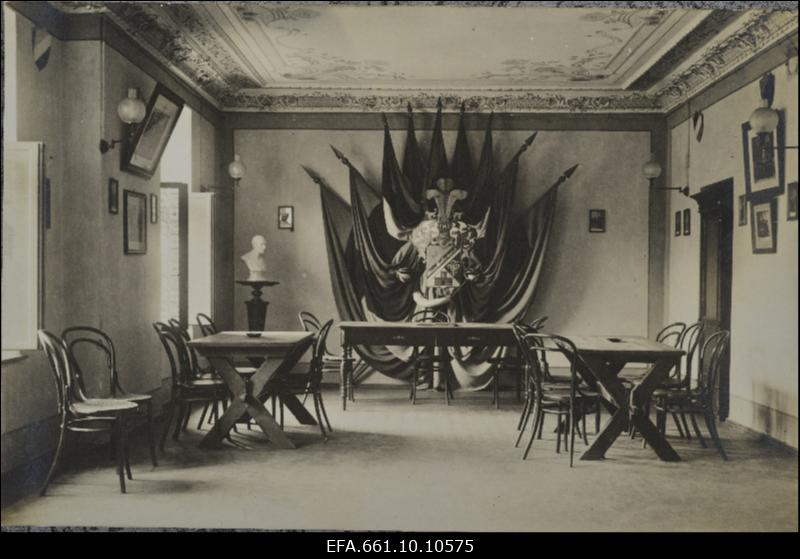
Kneipsaal im ehemaligen Conventsquartier in Riga
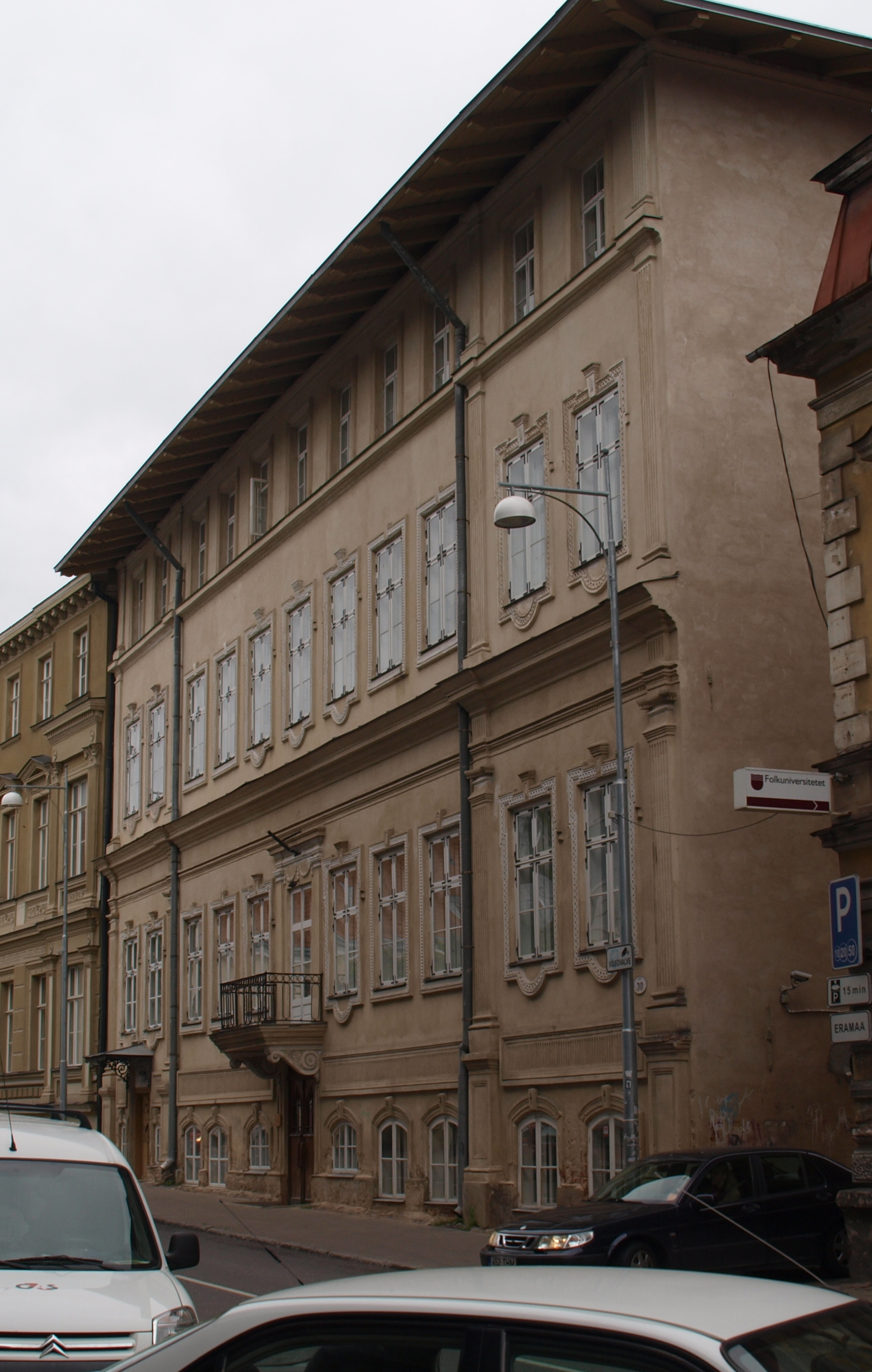
Conventsquartier in Tartu
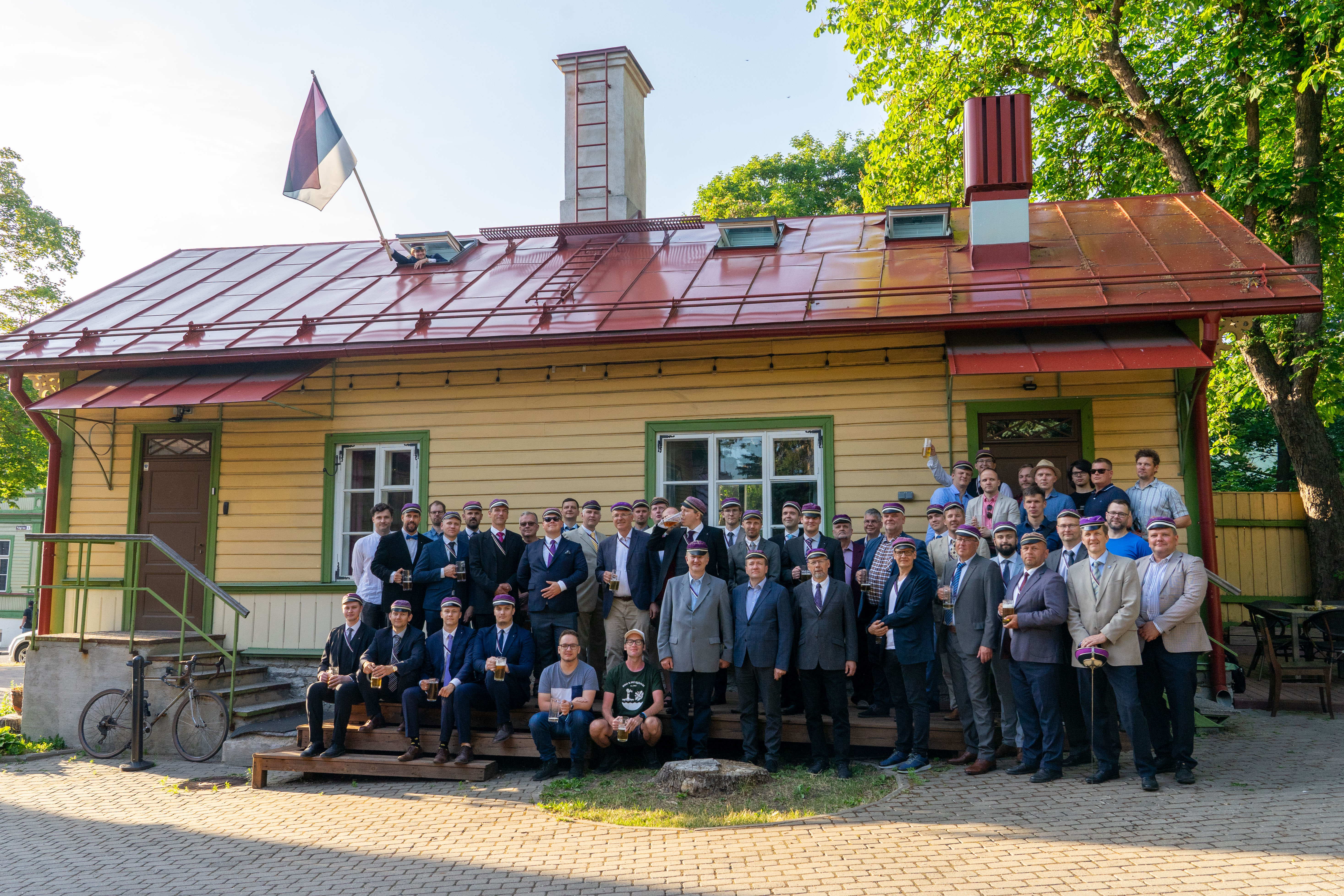
Conventsquartier in Tallinn

## Couleur

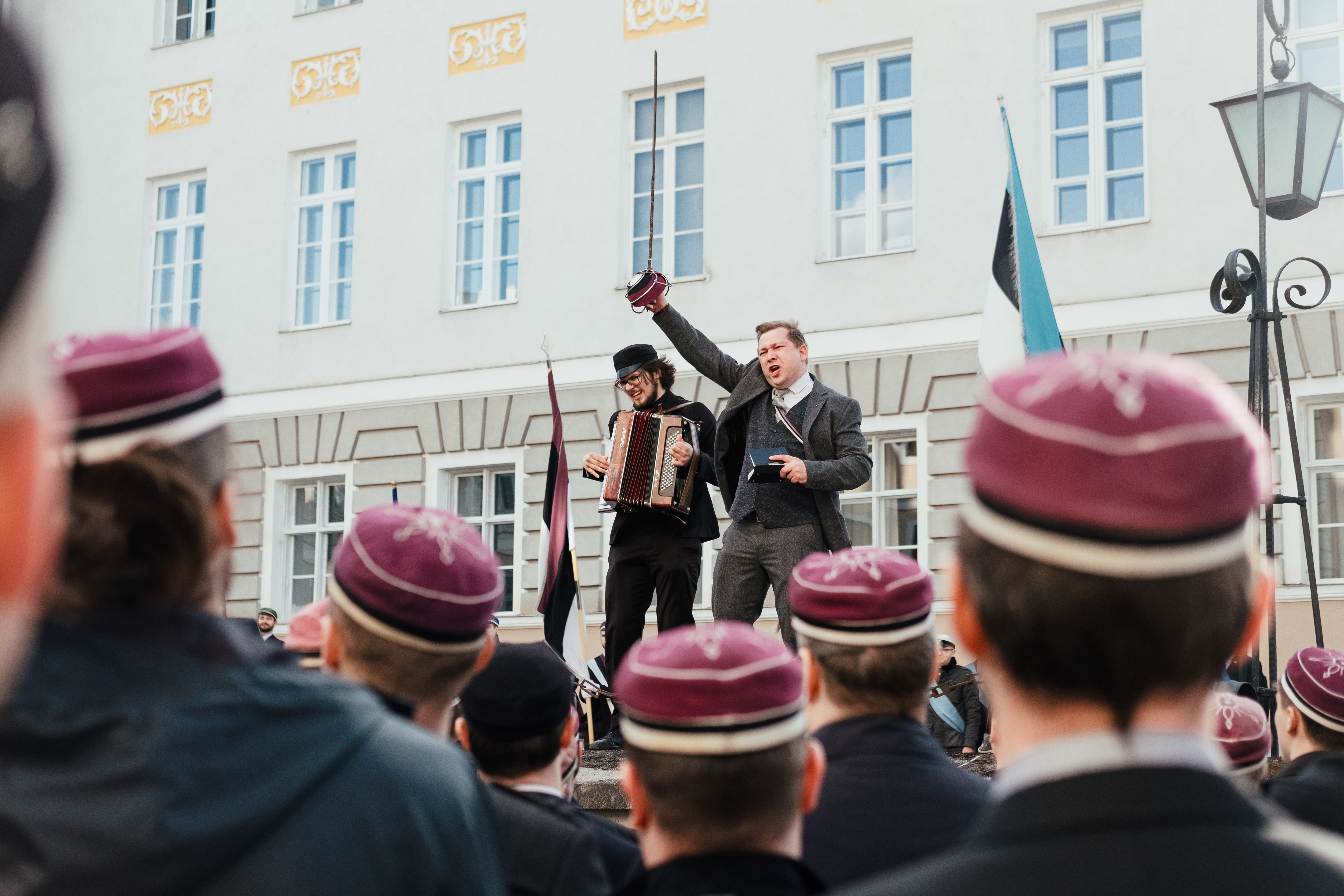
Die Mitglieder der Korporation Vironia im Walpurgisnacht-Umzug. (2023)

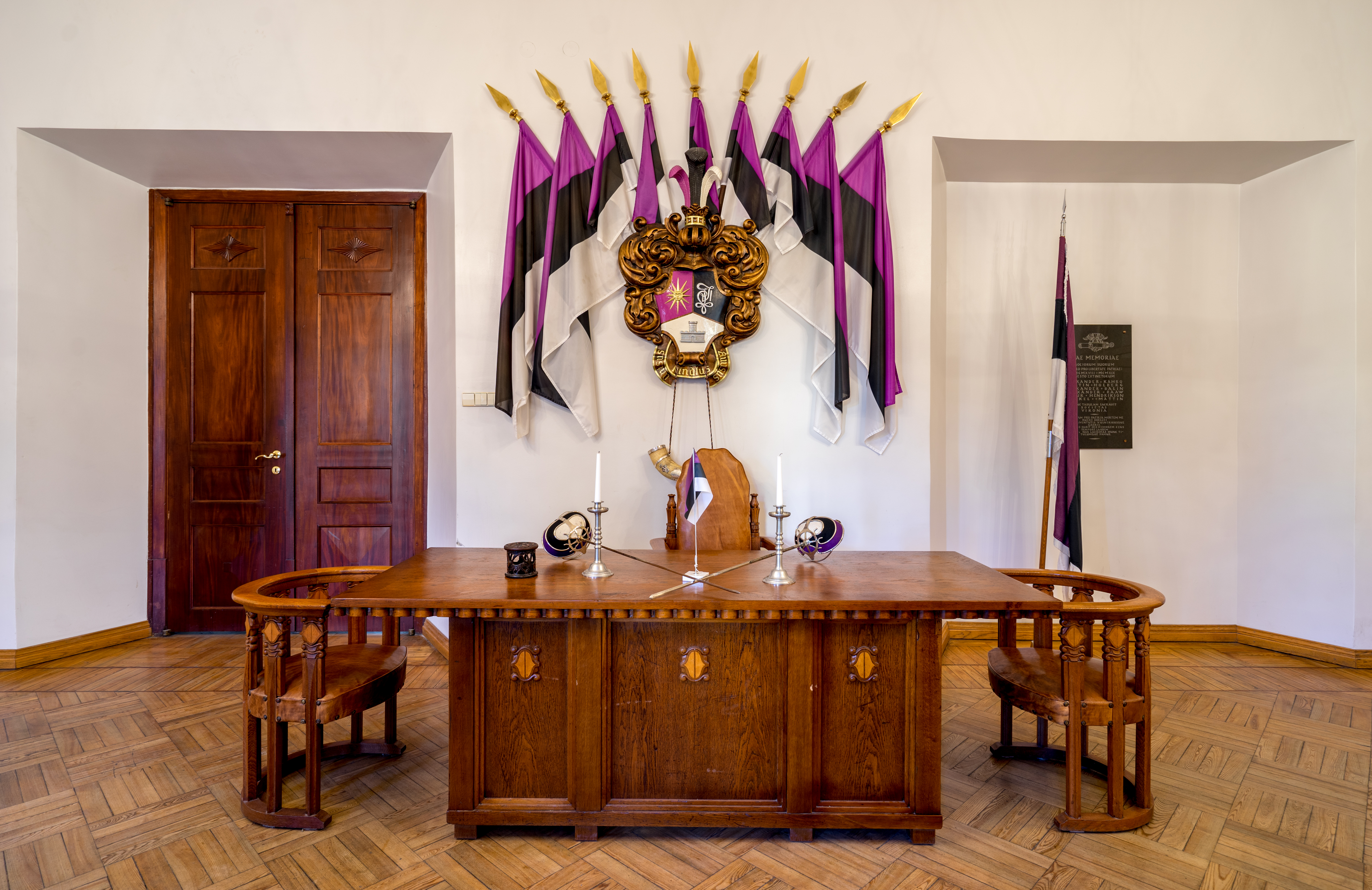
Wappen und Couleurgegenstände der Vironia

Die Farben der Vironia sind violett–schwarz–weiß, die Mützen sind violett mit weißem Stern. Ihr Wahlspruch Ühisus, kindlus, ausus bedeutet übersetzt Einigkeit, Stärke und Ehre.

## Beziehungen
Vironia ist Mitglied im Korporationsverband Eesti Korporatsioonide Liit (Estnische Korporationsliga; EKL) und hat Kartell-Abkommen mit den folgenden Verbindungen abgeschlossen:
- Karjalainen Osakunta in Helsinki (1930)
- Korporation Welecja in Warschau (1936)
- Korporation Fraternitas Estica in Tartu (2008)
- Korporation Fraternitas Arctica in Riga (2010)
- Korporation Selonija in Riga (2024)

## Bekannte Mitglieder

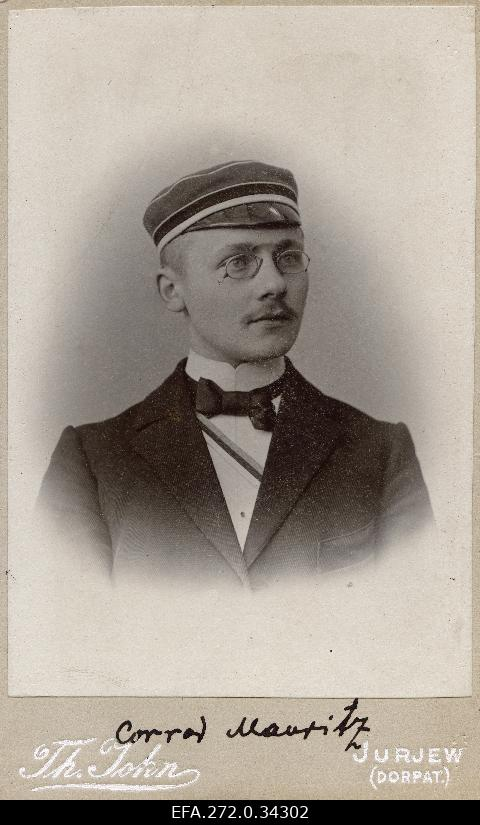
Konrad Mauritz im Couleur der Vironia

- Oskar Amberg (1878–1963), estnischer Arbeits- und Sozialminister, Verteidigungsminister, Verkehrsminister
- Valter Ever (1902–1981), estnischer Leichtathlet und Diplomat
- Eugen Habermann (1884–1944), estnischer Architekt
- Karl Ipsberg (1870–1943), estnischer Verkehrsminister
- Gustav Jonson (1880–1942), estnischer Offizier, sowjetischer Generalleutnant
- August Kerem (1889–1942), estnischer Landwirtschaftsminister, Verkehrsminister, Verteidigungsminister
- Oskar Kerson (1887–1980), estnischer Industrieller und Exil-Politiker
- Tõnis Kint (1896–1991), estnischer Politiker, Exil-Staatsoberhaupt
- Juhan Kukk (1885–1942), estnischer Handels- und Industrieminister, Parlamentspräsident, Staatsoberhaupt
- Peeter Kurvits (1891–1962), estnischer Wirtschaftsminister
- Edgar Johan Kuusik (1888–1974), estnischer Architekt
- Karl Linnas (1919–1987), estnischer KZ-Kommandant
- Harry Männil (1920–2010), estnisch-venezolanischer Kunstsammler
- Edgar Valter Saks (1910–1984), estnischer Schriftsteller
- Karl Selter (1898–1958), estnischer Außenminister
- Leo Sepp (1892–1941), estnischer Wirtschaftsminister
- Karl Tofer (1885–1942), estnischer Diplomat
- Roman Toi (1916–2018), estnischer Komponist
- Georg Vestel (1882–1933), estnischer Finanzminister, Handels- und Industrieminister